# Chmelovický rybník
Chmelovický rybník o výměře vodní plochy 0,34 ha se nalézá na severním okraji obce Chmelovice v okrese Hradec Králové. Rybník využívá místní organizace Českého rybářského svazu pro chov ryb. Rybník je též lokálním biocentrem rozmnožování obojživelníků.

## Galerie

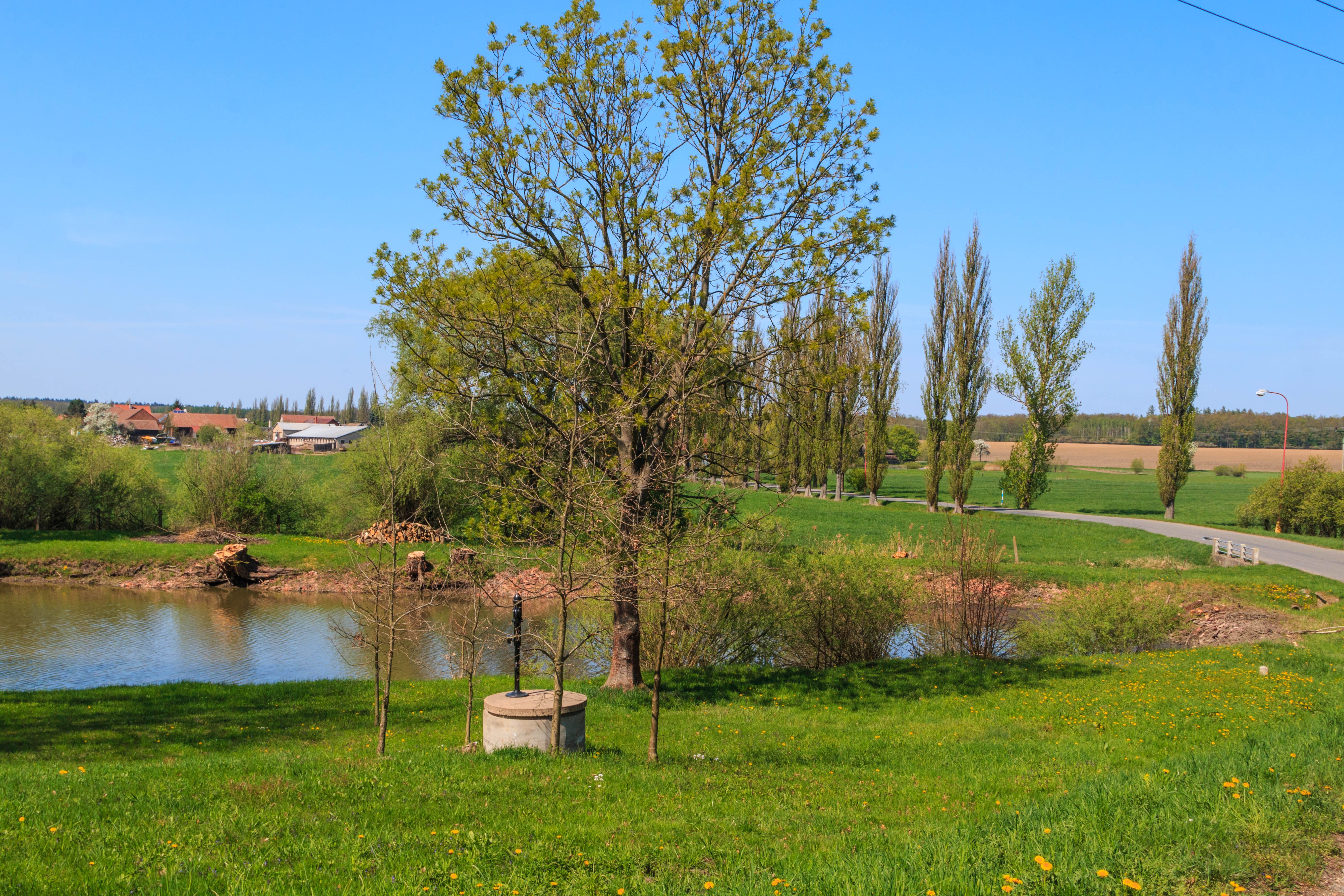
pohled na Chmelovický rybník
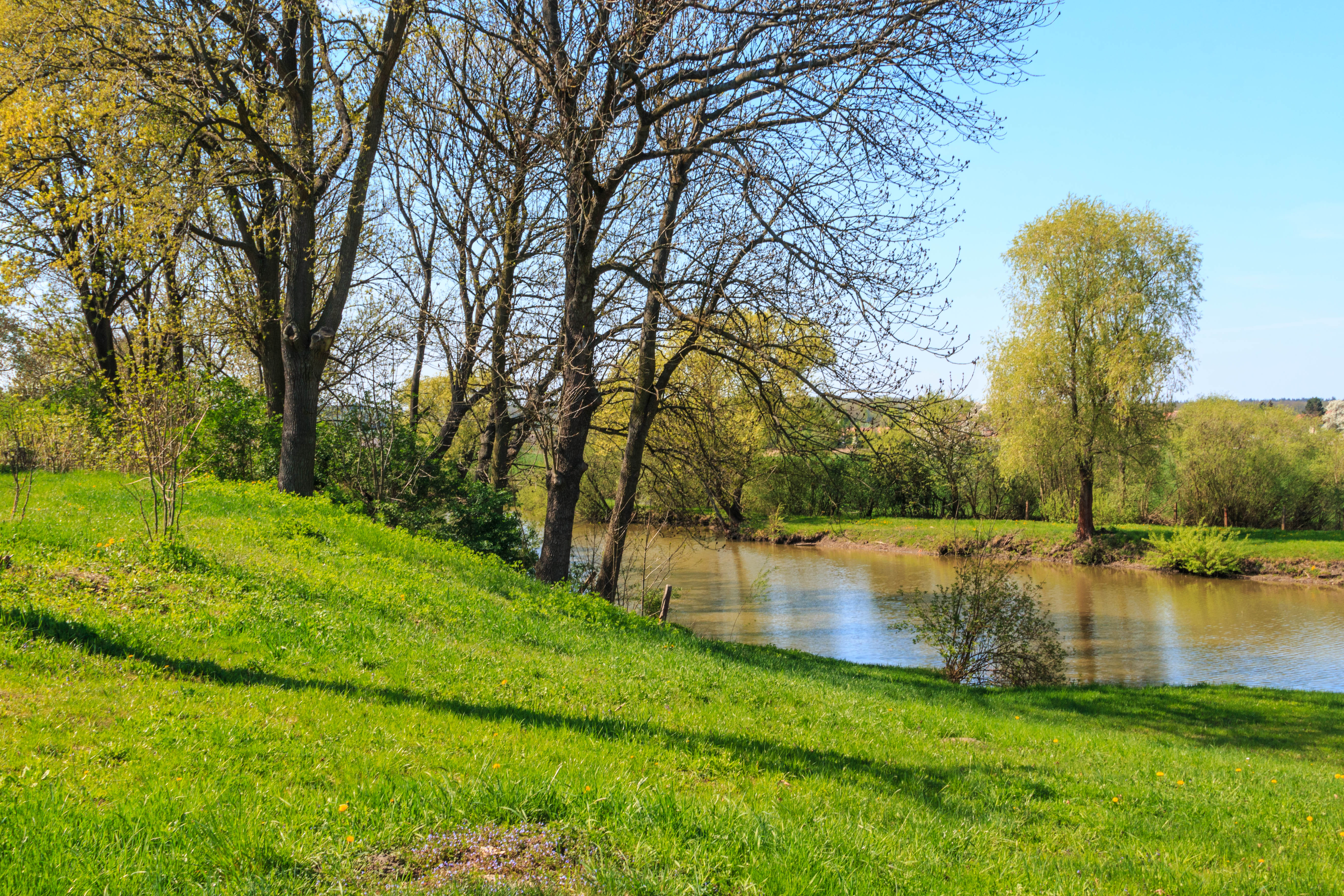
pohled na Chmelovický rybník
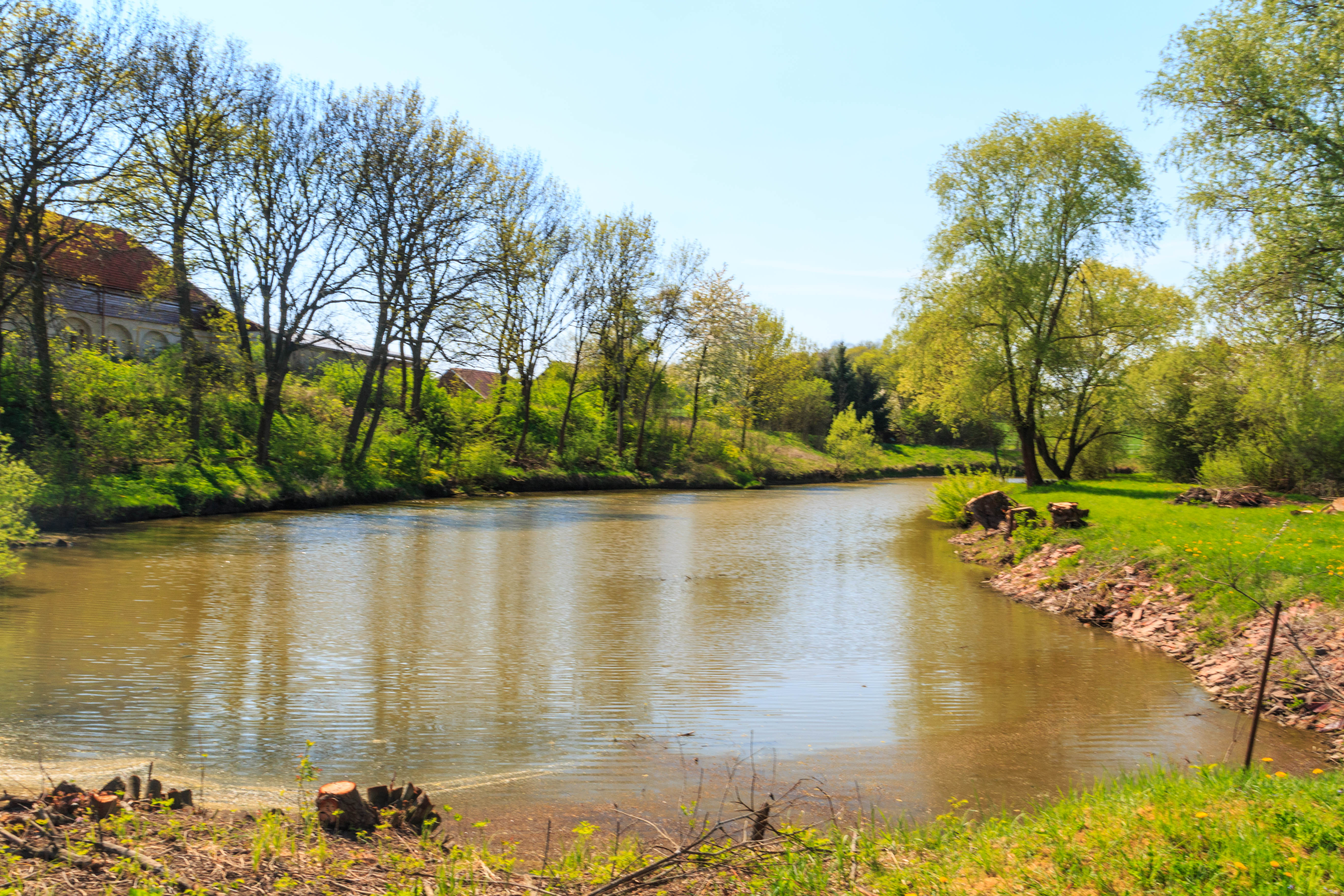
pohled na Chmelovický rybník